# Wydział Nauk o Zdrowiu Akademii Pomorskiej w Słupsku
Wydział Nauk o Zdrowiu Akademii Pomorskiej w Słupsku – historyczny wydział Akademii Pomorskiej w Słupsku.

## Historia
Wydział Nauk o Zdrowiu powstał 25 września 2017 roku w miejsce istniejącego w latach 2002-2017 Instytutu Nauk o Zdrowiu (wcześniej Katedry). Na Wydziale zatrudnionych jest  46 pracowników naukowo-dydaktycznych i dydaktycznych, w tym 3 na zasadzie mianowania. 1 października 2019, zarządzeniem Rektora AP, Wydział został zlikwidowany na skutek reorganizacji struktur uniwersyteckich.

## Kierunki kształcenia
- pielęgniarstwo
- ratownictwo medyczne
- fizjoterapia
- zdrowie publiczne[1]

## Struktura organizacyjna

### Katedra Pielęgniarstwa
Kierownik: dr Kazimiera Hebel

### Katedra Fizjoterapii i Ratownictwa Medycznego
Kierownik: dr Agnieszka Grochulska
- Zakład Ratownictwa Medycznego
- Zakład Fizjoterapii
- Zakład Anatomii i Fizjologii Klinicznej

## Władze Wydziału
W latach 2017–2019:
| Stanowisko                                     | Imię i nazwisko              |
| ---------------------------------------------- | ---------------------------- |
| Dziekan                                        | dr hab. Przemysław Kowiański |
| Prodziekan ds. kształcenia i studentów         | dr Monika Waśkow             |
| Prodziekan ds. nauki i współpracy z gospodarką | prof. dr hab. Jerzy Lasek    |